# Lijst van musea in België
Dit is een lijst van musea in België, per provincie en in Brussel. 

## Variërende vestiging
- Museum van het Kapitalisme